# Teudis lenis
Teudis lenis är en spindelart som först beskrevs av Eugen von Keyserling 1891.  Teudis lenis ingår i släktet Teudis och familjen spökspindlar. Inga underarter finns listade i Catalogue of Life.